# Campionatul Internațional de Scrimă din 1934
Campionatul Internațional de Scrimă din 1934 s-a desfășurat la Varșovia, Polonia.

## Rezultate

### Masculin
| Probă                 | Aur | Argint | Bronz |
| Spadă la individual   | Pál Dunay (HUN) | Gustaf Dyrssen (SWE) | Hans Drakenberg (SWE)                                                                                        |
| Spadă pe echipe       | Franța Georges Buchard Philippe Cattiau Michel Godin René Lemoine Michel Pécheux Jean Piot                           | Italia · Giancarlo Brusati · Giancarlo Cornaggia-Medici · Roberto Battaglia · Saverio Ragno · Giorgio Rastelli · Franco Riccardi | Suedia Hans Drakenberg Gustaf Dyrssen Carl Gripenstedt Nils Hellsten Sven Thofelt Bertil Uggla               |
| Floretă la individual | Giulio Gaudini (ITA)                                                                                                 | Gustavo Marzi (ITA) | Giorgio Bocchino (ITA)                                                                                       |
| Floretă pe echipe     | Italia · Giorgio Bocchino · Manlio Di Rosa · Giulio Gaudini · Gioacchino Guaragna · Gustavo Marzi · Giuliano Nostini | Franța René Bougnol André Gardère Edward Gardère Michel Godin René Lemoine                                                       | Germania · Erwin Casmir · Julius Eisenecker · August Heim · Stefan Rosenbauer                                |
| Sabie la individual   | Endre Kabos (HUN) | Giulio Gaudini (ITA) | László Rajcsányi (HUN)                                                                                       |
| Sabie pe echipe       | Ungaria · Jenő Erdélyi · Aladár Gerevich · György Piller · Endre Kabos · László Rajcsányi · Imre Rajczy              | Italia · Giulio Gaudini · Gustavo Marzi · Aldo Montano · Vincenzo Pinton · Emilio Salafia · Angelo Treves                        | Polonia Władysław Dobrowolski Leszek Lubicz-Nycz Władysław Segda Antoni Sobik Marian Suski Tadeusz Friedrich |

### Feminin
| Probă                 | Aur                                                                                             | Argint                                                           | Bronz |
| Floretă la individual | Ilona Elek (HUN)                                                                                | Margit Elek (AUT)                                                | Hedwig Haß (GER) |
| Floretă pe echipe     | Ungaria · Erna Bogáti · Margit Danÿ · Ilona Elek · Margit Elek · Katalin Horváth · Ilona Vargha | Germania · Hedwig Haß · Henni Jüngst · Olga Oelkers · Leni Oslob | Marea Britanie · Mary Geddes · Judy Guinness · Gwendoline Neligan · Kathleen Stanbury-Statbourg · Italia · Ada Biagini · Marisa Cerani · Letizia Meneghelli · Germana Schwaiger |

## Clasament pe medalii
| Loc   | Țară           | Aur | Argint | Bronz | Total |
| ----- | -------------- | --- | ------ | ----- | ----- |
| 1     | Ungaria        | 5   | 1      | 1     | 7     |
| 2     | Italia         | 2   | 4      | 2     | 8     |
| 3     | Franța         | 1   | 1      | 0     | 2     |
| 4     | Germania       | 0   | 1      | 2     | 3     |
| 4     | Suedia         | 0   | 1      | 2     | 3     |
| 6     | Marea Britanie | 0   | 0      | 1     | 1     |
| 6     | Polonia        | 0   | 0      | 1     | 1     |
| Total | Total          | 8   | 8      | 9     | 25    |